# サヴネ
サヴネ （Savenay）は、フランス、ペイ・ド・ラ・ロワール地域圏、ロワール＝アトランティック県のコミューン。歴史的なブルターニュの一部であり、ペイ・ナンテに属する。

## 地理

県におけるサヴネの位置

県西部に位置し、ロワール川北岸にあって河口が近い。シヨン・ド・ブルターニュの尾根の上にあり、その風景はロワール川湿地帯を見下ろす丘の中腹が特徴である。ナントの北西40km、サン＝ナゼールの東28kmにある。
境界を接するコミューンは、カンボン、ラ・シャペル・ローネ、ラヴォー・シュル・ロワール、ブーヴロン、マルヴィル、ブエである。
1999年のINSEEがまとめた順位表によれば、サヴネは都市型コミューンで、ラ・シャペル・ローネを含む人口集塊を形成している。
多くの河川がコミューンの水路を形作る。シヨン・ド・ブルターニュの中を6つの川の流れが谷を作って横切っている。

## 由来
地名学者によれば、サヴネの名（848年Savannacum、1060年代はSaviniacum）は、ローマの人名Sabinusからきており、この名称に土地を意味する接尾辞-acumを付けたものだという。地域化説は、サヴネの地形を想起させる。Savannacumはブルトン語でsavennとなるが、これは高い場所をさすのである。またはさらに古い意味では、saonは谷を意味する。

## 歴史

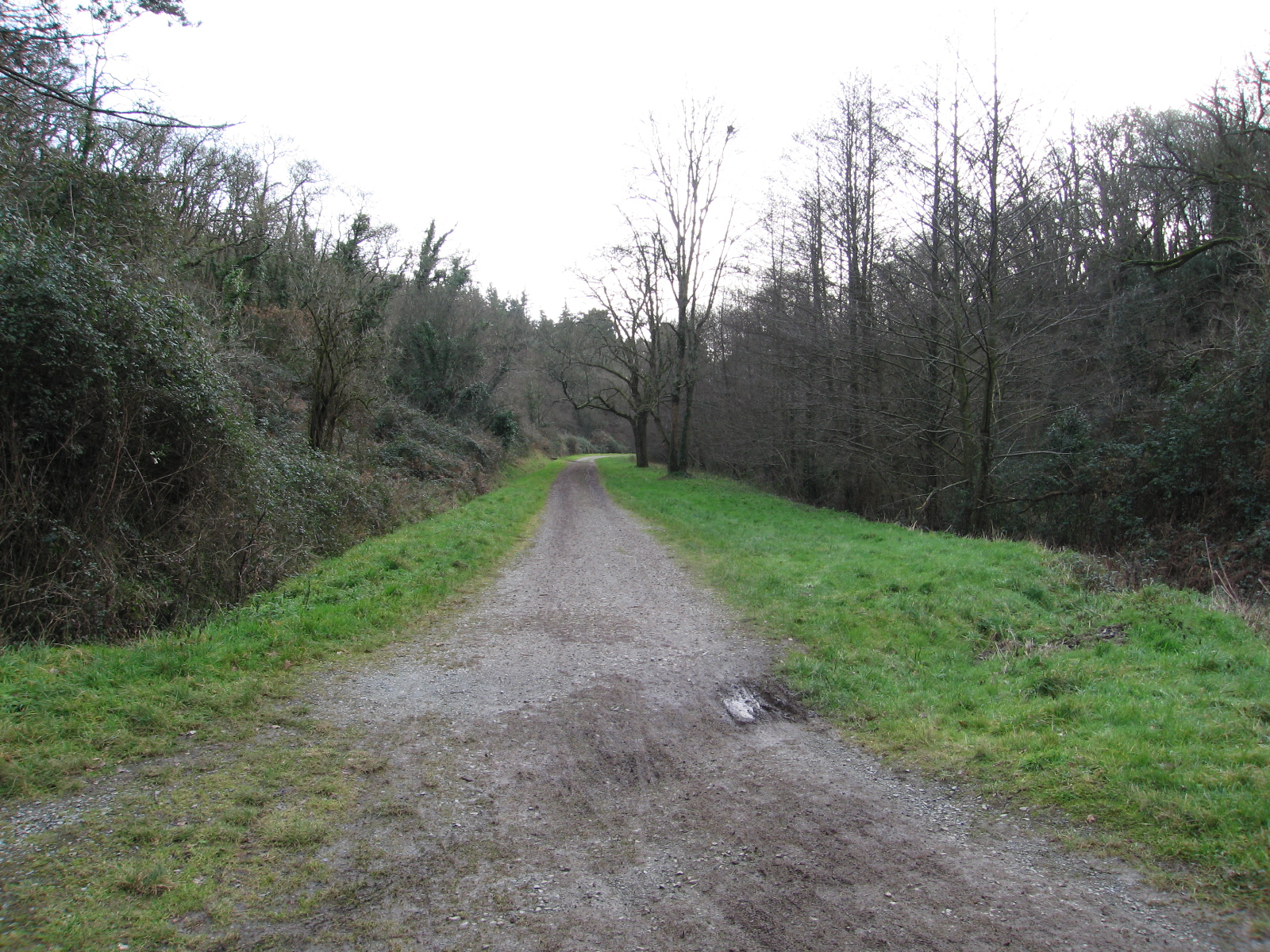
シヨン・ド・ブルターニュにあるマビルの谷

4世紀、ポワティエ司教イレールが伝道のためにサヴネ周辺に到着した。430年から448年の間に、オセールの聖ジェルマンが2度目の伝道を実現した。6世紀終わり、住民は全てがブルトンの言語と慣習を用い、ゲランドの一帯で暮らしていた。この一帯は全般的にナント司教区の一部であった（ヴィレーヌ川からロワール川まで、そしてサヴネからラ・ロッシュ・ベルナール、ポンシャトーまでの間）。
800年代、Savannacumは海に近い交通の要所だった。848年に書かれたルドンの特許状台帳では、Condita Savannacumを挙げており、そこには842年から城の存在があった。オジェの報告書において、サヴネの司法管轄管区はブルターニュでも最古に入るものだった。
850年、ブルトン人首長ノミノエが一帯を征服した。この時の征服には、レンヌとナントの都市が含まれる。ジャングランの戦いの1年後、アンジェ条約が結ばれ、ナントとサヴネを含むマルシュ・ド・ブルターニュ（フランク王国との緩衝地帯）はブルターニュに併合された。919年から939年まで地方を管理したのはヴァイキングである。亡命ブルトン人とアングル人の助けを得て、937年から939年にかけてブルターニュ公アラン・バルブトルトは地方を取り戻した。
領主を頂く荘園が1050年代にあったことが証明されている。1060年にはトゥールのマルティヌスに捧げた教会が建てられた。
1156年から1203年の間、地方はアンジューおよびプランタジネット家の影響下に入った。13世紀、地方はラ・ロッシュ・ベルナールの封土に併合された。1287年、サヴネは5つのfrairiesに分割された教区だった。1419年、ジャン5世によってコルドリエ会派修道院が建てられた。この頃のブルターニュは平和で、前例のない繁栄を謳歌していた。1435年、借金まみれだったジル・ド・レは、ギルメット教区をギヨーム・ル・フェロンの未亡人に売却した。
飢饉と疫病の流行がよく起きた。教区は特に1595年に飢饉とペスト流行によって大量の死者が出た。1世紀後の1709年には、再び食糧不足で犠牲者が出た。
1785年、飢饉がサヴネを打ちのめした。町は1789年の第三身分陳情書に署名している。フランス革命とともに、地域の行政は入れ替わった。したがって、1790年2月26日、町は18のコミューンを統括する郡の所在地となった。
地域全体として、サヴネの町はシュアヌリ（ブルターニュを中心にゲリラ活動を行った王党派）に近く、徴兵忌避者たちが大反乱を起こした（ヴァンデ戦争）。サヴネは1793年3月の大蜂起に巻き込まれた。3月12日、5000人の農民たちが町を占拠した。彼らは負傷した一部の憲兵たちを殺害し、国民衛兵たちを追い払った。愛国者たちは侮辱され、宣誓司祭、行政官、そして2人の税務官たちがリンチされた。

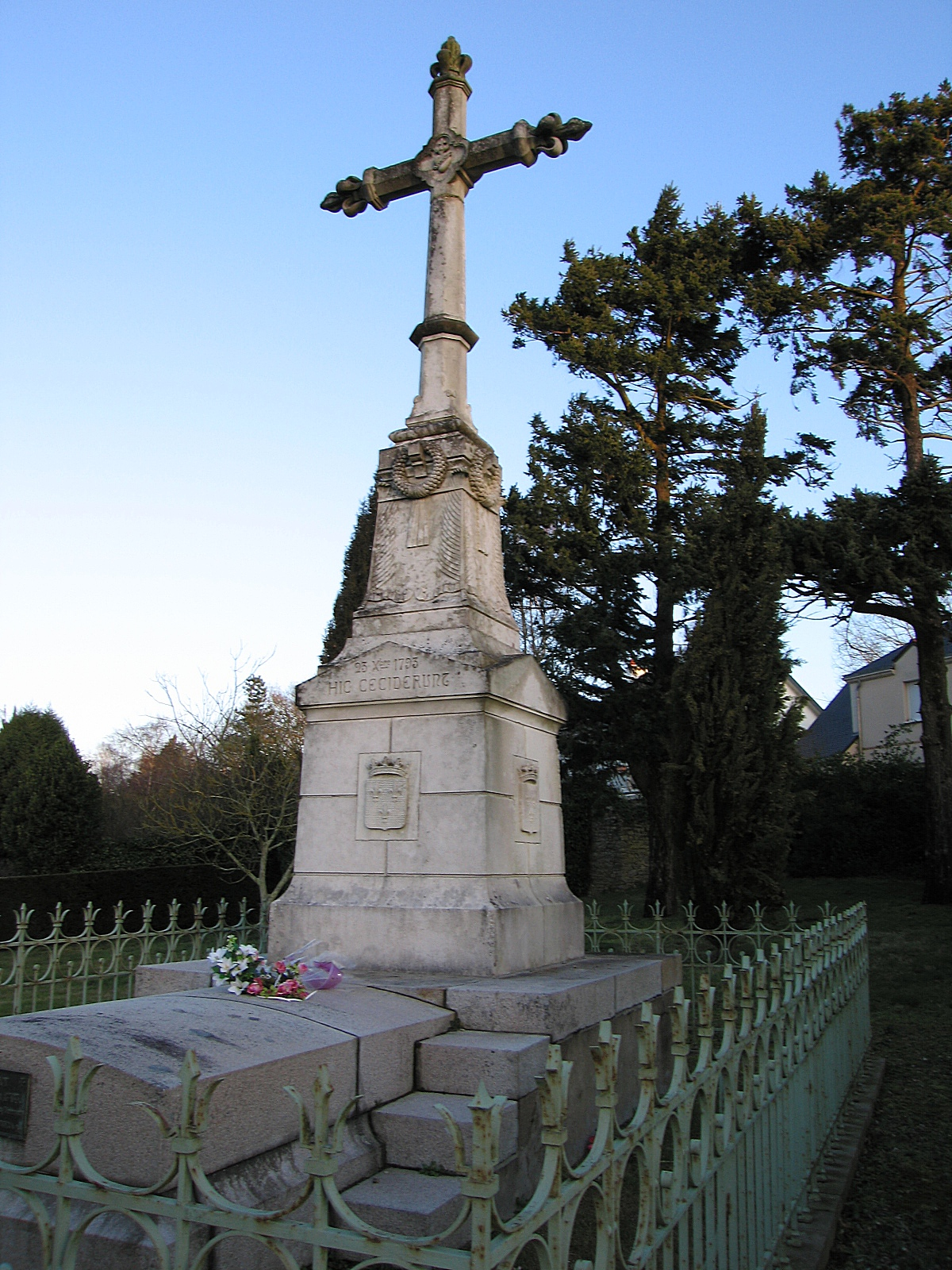
サヴネにたつ、ヴァンデ側犠牲者を追悼する十字架

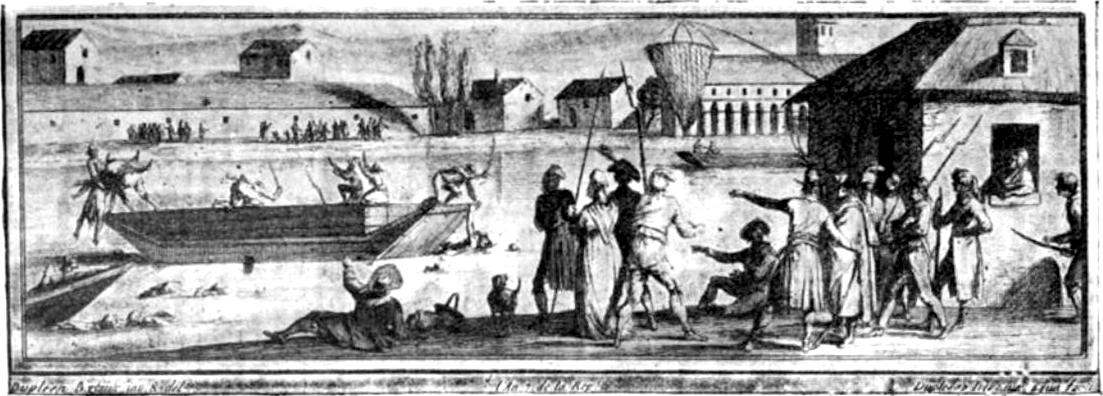
サヴネで川に投げ込まれる王党派たち

1793年11月にグランヴィル攻略に失敗し、12月にル・マンで虐殺にあったヴァンデ軍が、かつて占拠したサヴネを頼りに戻ってきた。ガレルヌの彷徨（fr）の生還者たち6000人から7000人が、銃で撃たれることなく12月22日にサヴネに入った。夕方までに、戦いの最初は共和国軍の前衛部隊によって始まったが、霧で戦いは終わった。クレベールは翌朝まで待つよう共和国軍を説得した。1793年12月23日の朝、白軍は包囲網を破るため戦いの主導権をとったが、人数を縮小する必要があった。ヴァンデ側の将軍フランソワ・ド・リロが死んだ。最後の戦いはブランシュ・クーロンヌ修道院の周りで起きた。こうして戦闘員探索が始まり、これはすぐに大虐殺に変わった。西部防衛を担当していた共和国側のビニョン委員会は、武器を手にしているヴァンデ軍戦闘員全員の処刑を命じた。処刑は戦いの夜早くから始まり、8日間続いた。共和国側の将軍、フランソワ＝ジョゼフ・ヴェステルマン（fr）は、公安委員会にあてて有名な手紙をしたためている。
『もはやヴァンデの奴らはいない、共和国のシトワイヤンたちよ！奴らは自分の妻子とともに、我々の自由のサーベルで死んでしまった。私はサヴネの湿地や森に奴らを埋めてやるために来たのだ。』
サヴネの戦いはガレルヌの彷徨の終了を意味し、共和国に対するヴァンデの脅威に終止符が打たれた。ジョルジュ・トゥシャール・ラフォスによれば、『町はこの戦いの破壊から回復するのに時間がかかった。』

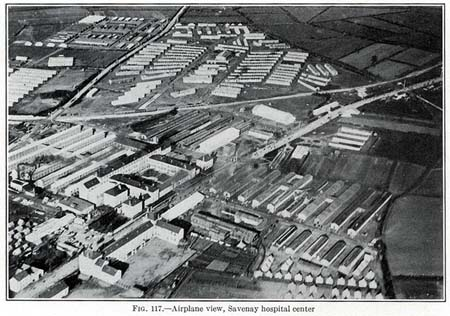
1918年頃に撮影されたアメリカ軍病院

2度サヴネの首長を務めたブレーズ・ドゥルフォは、1816年に荒地を一掃して草地にするよう命じた。新たな作物の作付けが始まり、農業が強力に成長していった。19世紀半ばのサヴネは、3月から7月まで毎週水曜日にウシの市場が開かれる町として知られた。ウシの市場はこの類のものとしてはブルターニュで最も重要なものであった。
1857年、鉄道がサヴネに到達した。サヴネをパリ-ル・クロワジック路線が横切った。1868年、コミューンは行政的な格下げが行われ、支庁の地位を失った。
第一次世界大戦で、サヴネの男性101人が戦死するか行方不明となった。この人数は当時のサヴネ人口の3%である。大戦中、アメリカ軍病院の複合施設が、サヴネの師範学校の敷地内にあった。病院は1919年時点で12500床あったが、40000床に拡大された。1918年初頭には、マビル谷にできた貯水池のためにアメリカ軍病院が建てられている · 。
サヴネに対する第二次世界大戦の最初の影響は、サンテティエンヌ・ド・モンリュック駅に馬と荷車を送るよう依頼されたことだった。イギリス軍は地域に2箇所の通過駐屯地を置き、そのうちの1つはサヴネのトゥシュレ地区にあった。ドイツ軍がやってくる前に、イギリス軍は大量の服や食料品を置いて去っていった。ドイツ軍はイギリス軍の置き土産を自分のものにしたのである。ドイツ国防軍はサヴネに捕虜収容所を設置した · 。コミューンは、サン・ナゼール・ポケットの頃にはドイツの指揮官がいた。コミューンは、連合軍が到着する前に憲兵が離脱し始めたとき、ドイツ軍降伏後の1945年5月11日にようやく解放された。

## 人口統計
| 1962年 | 1968年 | 1975年 | 1982年 | 1990年 | 1999年 | 2006年 | 2011年 |
| ------ | ------ | ------ | ------ | ------ | ------ | ------ | ------ |
| 4134   | 4317   | 5046   | 5679   | 5314   | 5890   | 6899   | 7945   |

参照元:1999年までEHESS/Cassini、2004年以降INSEE

## 史跡
- 旧コルドリエ会派修道院 - フランス革命時代に国有化され、支庁、裁判所、警察署、刑務所、学校などに転用された。
- パクレの風車 - 1911年修復。歴史文化財指定されている[18]。
- サン・マルタン教会 - テオドール・ノ設計のネオ・ゴシック様式建築。1845年。

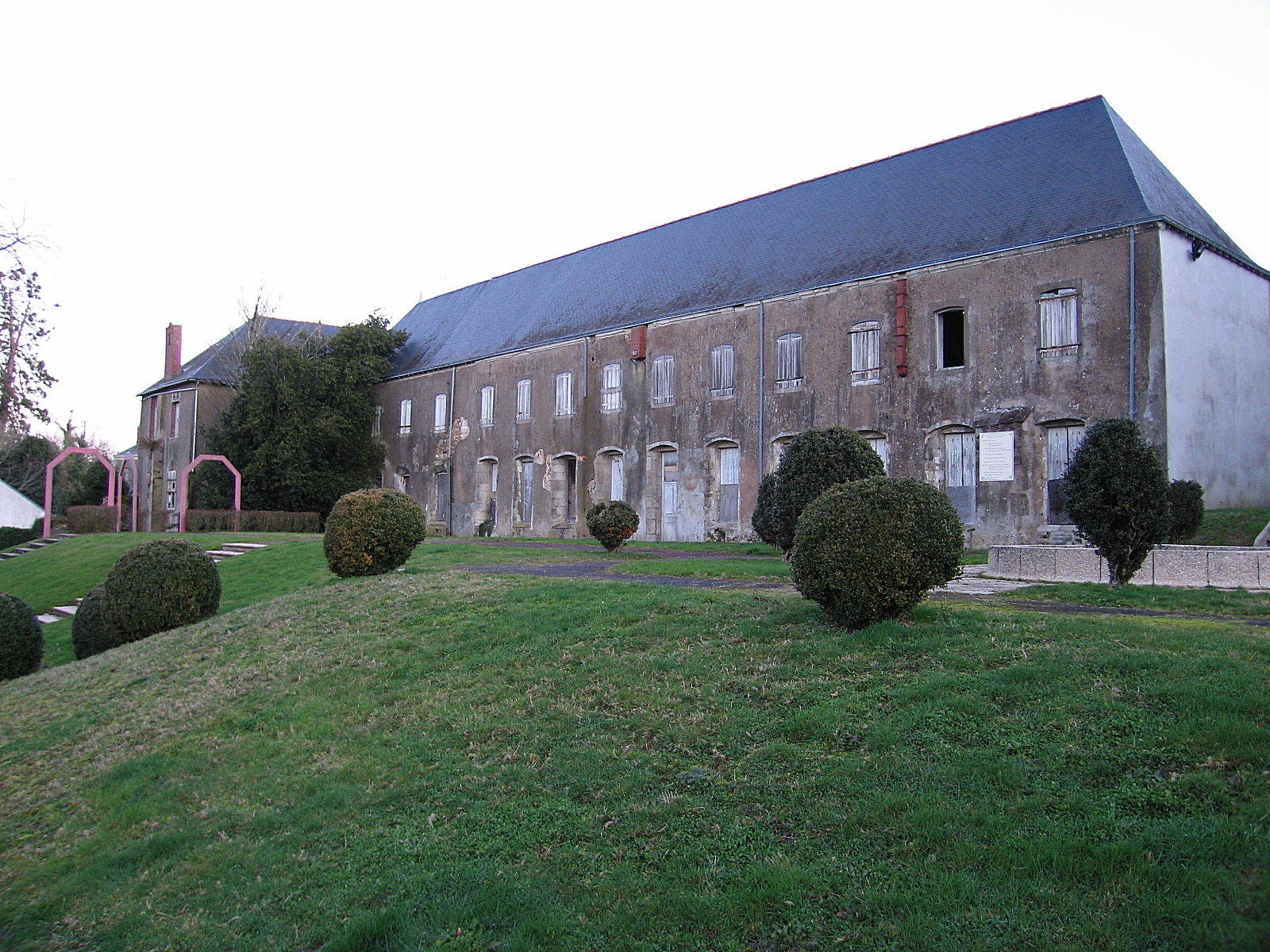
旧コルドリエ会派修道院
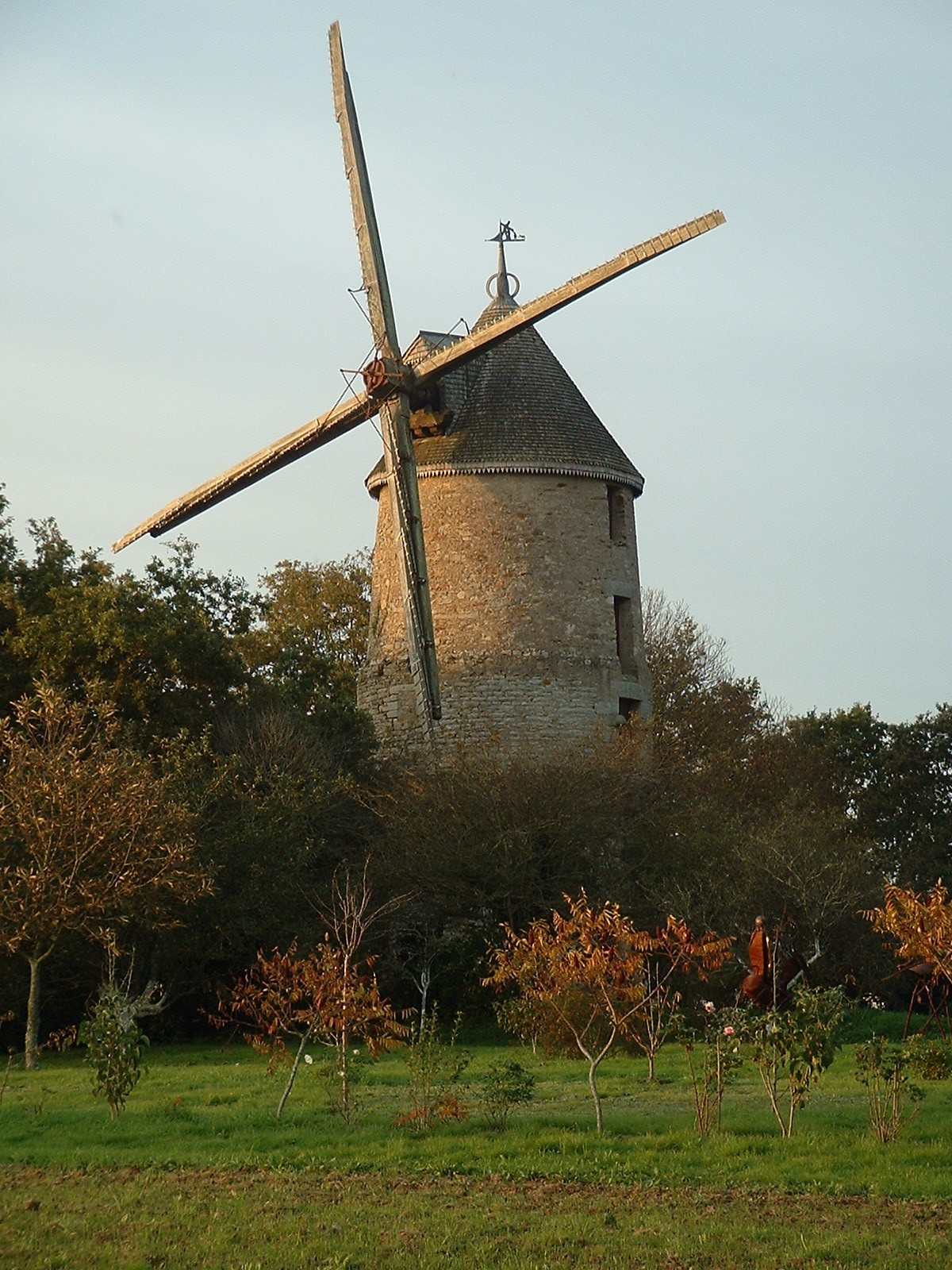
風車
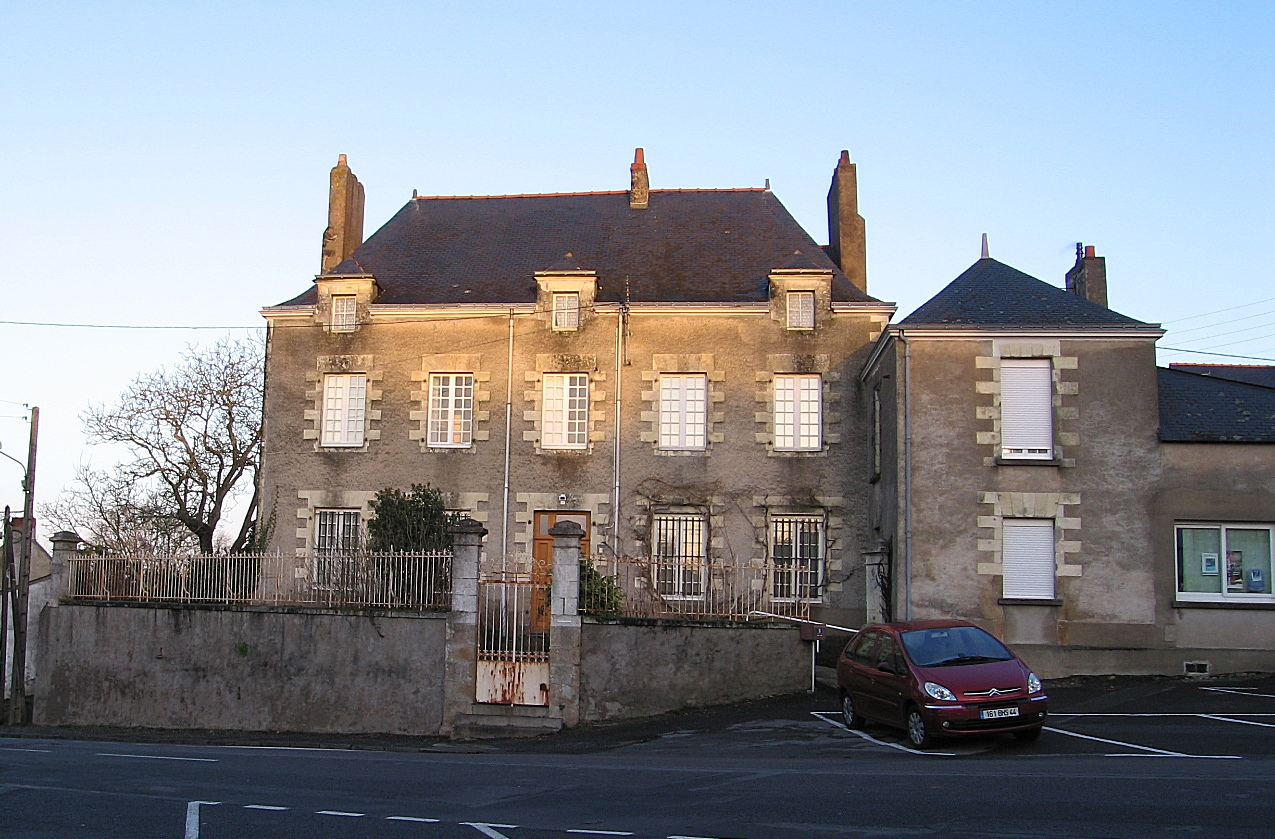
司祭館